# 泣く

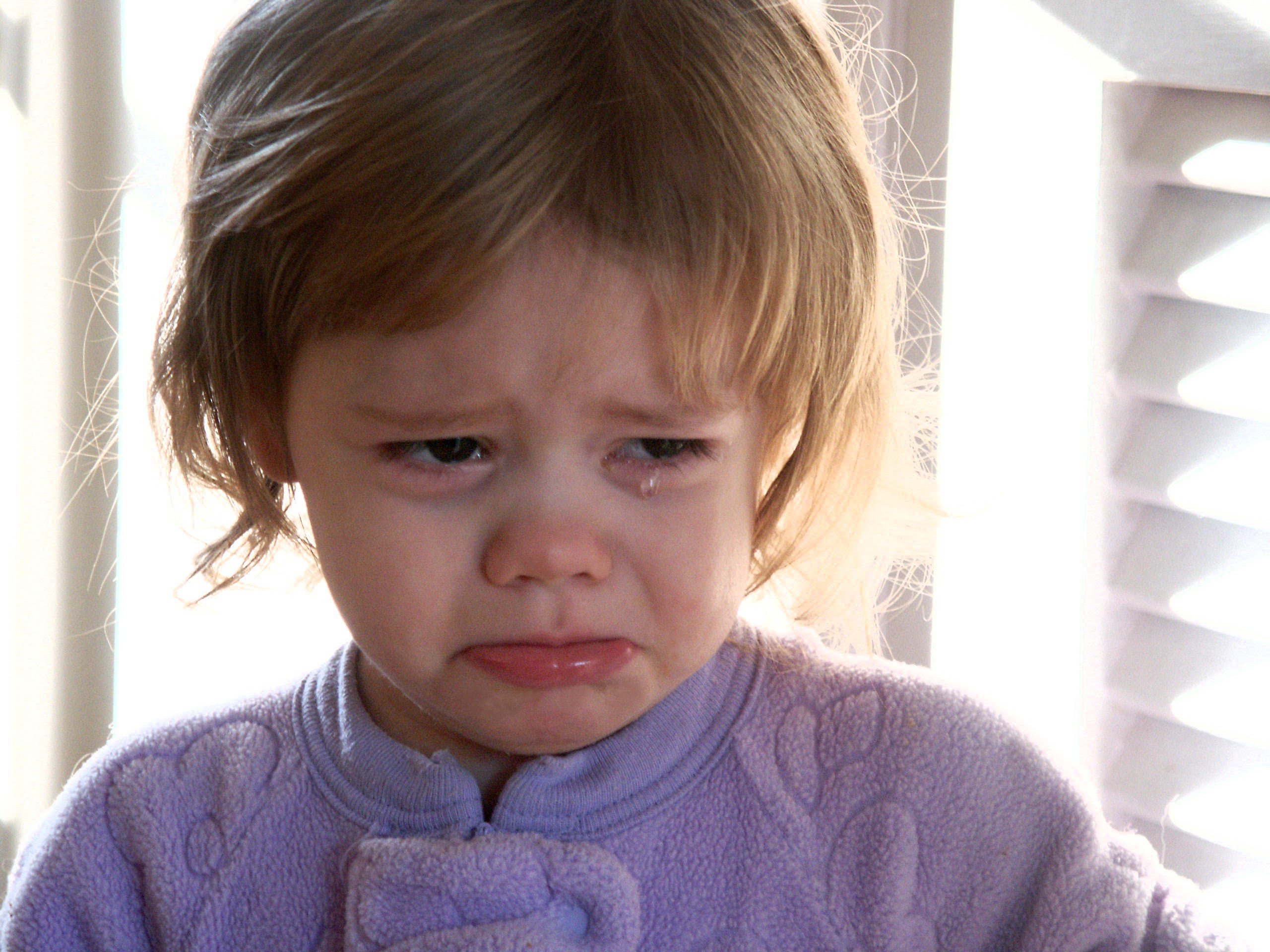
2歳の幼児の泣き顔

泣く（なく、英: cry）とは、ある感情や目の物理的刺激への反応として涙を流す、または目に涙を浮かべることである。泣くことを促す感情としては、怒り・幸福・悲しみなどがある。泣くという作用は、「眼構造の刺激を伴わずに、涙器から涙が流れることを特徴とする複雑な分泌促進現象」と定義されてきた 。関連する医学用語に流涙（りゅうるい）があり、感情によらず涙を流す反応を言う。
泣き方にはむせび泣きや号泣など様々な形がある。すすり泣き（sobbing）と言われる泣き方には通常、ゆっくりとした不規則な吸気、また時には息のしゃくり上げや筋肉の振戦などの他の仕草が伴う。

## 泣くことの機能
感情的に流れる涙の機能もしくは起源についての問題はいまだ解明されていない。被った痛みに対する反応であるなどの単純なものから、他人から利他的な行為を引き出すための非言語的コミュニケーションであるなどのより複雑なものまで様々な理論がある。ストレスを和らげるなどの生化学的な目的に資するものだと主張する者もいる。泣くことは 、苦しみ・驚き・喜びなどの激しい感情的感覚のほとばしりに対する捌け口、またはその結果であると考えられている。この理論は、なぜ人が悲しい出来事だけでなく楽しい出来事があった場合にも泣くのかを説明しうる。
人は泣くことの肯定的な面を記憶する傾向にあり、悲しい感情から解放されるなどの、同時に起こった前向きな出来事と結び付けている可能性がある。併せて、こうした記憶の特性は、泣くことが人に利するものであるという意見を補強する。
ヒポクラテスの医学では、涙は四体液説に結びつけられ、泣くことは脳からの余分な体液の浄化作用と考えられていた。ヨーロッパの中世医学では、人間の体液は全て血液に由来し、感情の中枢である心臓から、感情の高揚とともに目に上ってくるものであると考えられた。中世フランス語には「心から眼に水が上る（l'eve del cuer li est as elz montee）」という言い回しが多用されている。一方、中国・明代の薬事書『本草綱目』においては、涙は肝臓の組織液であり、心の系が急して器官が揺れ動くことで液道が開かれ涙が出てくる旨が記されている。ここでは、涙が塩辛く、毒性を持つものと説明され、母親が子を抱えながら涙することは悪影響をもたらすと説明されている。ウィリアム・ジェームズは、感情を理性的思考に先立つ反射として考え、泣くという生理的反応はストレスや刺激と同様に、恐怖や怒りなどの感情を知覚的に認識するための前提条件であるとした。

### 生物学的解釈
ミネソタ大学の生化学者ウィリアム・H・フレイ2世は、人が泣いた後に「すっきり」するのは、ストレスに関連するホルモン、特に副腎皮質刺激ホルモンを排出することによるものだと指摘した。泣いているときに粘膜の分泌が増加する現象と合わせると、泣くこととは、ストレスホルモンの水準が高まった際にこれを処理するための人間に発達したメカニズムである、という理論を導きうる。しかし、涙が化学物質を排出する能力は限定的であり、この説も説得力に欠ける。スペイン眼科学会のフアン・ムルーベ会長は、涙腺を通過する血液の量は体の5リットルの血液と比較して小さいことを報告している。また、呼吸や汗などの他の軽度の体排泄方法とは異なり、涙はほとんどが身体に再吸収される。
人間が感情的反応として涙を生成する唯一の動物であるかは議論がなされてきた。チャールズ・ダーウィンは『人及び動物の表情について』の中で、インドゾウが悲しいときに涙をため込むさまについてロンドン動物園のインドゾウの飼育員から語られたことを記している。近年では、カルロ・V・ベリーニが泣く行為を分析し、ほとんどの動物は泣くことができるが、人間だけが心理的感情から涙を流している（weeping）と結論付けた。涙を流すことは、おそらくミラーニューロンネットワークを通じて共感を誘うとともに、頬を伝う涙のマッサージ効果によって誘発されるホルモンの放出、またはすすり泣きのリズムの解消を通じて情緒に影響を及ぼす行動である。

### 心理学的解釈
近年の泣くことに関する心理学的理論は、泣くことと無力感の認知経験との関連性に重きを置いている。この見地に立つと、無力感という基本的経験から一般に人が泣く理由を説明することができる。例えば、人が予期せぬ朗報を受け取った時に泣くのは、表向きには、起こっている事態に対して無力である、影響を与えることができないと感じるためである。
感情性の涙は進化論の文脈にも位置付けられてきた。ある研究では、泣くことは、視覚をぼかすことで攻撃的・防御的な行動を不利益にし、譲歩・要求または愛着を示す確実な記号として機能しうるとする仮説を立てている。テルアビブ大学の進化心理学者オーレン・ハッソンは、泣くことは攻撃者に対し脆弱性や服従を示し、傍観者からの同情や援助を求め、互いの愛着を示すものであると主張する。
進化心理学に従う別の理論がポール・D・マクリーンによって提唱されている。彼は泣き声は初め、親と子の再会を助けるための「別れ泣き」として使われたと主張する。 彼の推論によれば、涙は、大脳の発達と火災の発見とが結びついた結果である。マクリーンの考えでは、初期の人類は火に大きく依存していたため、彼らの目は煙に反応してしばしば反射的に涙を作り出していた。人類の進化に伴って、煙がおそらく人生の喪失、すなわち悲しみと強く結びつくようになったのである。

### 社会学的解釈
感情の社会的・文化的側面に注目する感情社会学では、まずある状況に対する初期的感情があり、それを「この場ではこう感じるべきである」という状況に照らして経験しなおす二次的感情が存在するとする。ホックシールドは、場にふさわしい感情の持ち方を「感情規則」、それに基づく感情の再経験を「感情管理」と呼んでこれを定式化した。
例えば葬式で泣く場面においては、泣いてよい優先順位が故人との関係によって規範的に決定されている。葬式で実際に泣くのは主としてごく近親者に限られており、近親者でない人間が泣いていればかえって訝しがられ、何らかの関係性が詮索されることになる。それは他者の死を悲しんで泣くという行為が、その人との濃密な経験の共有を必要とすることを意味する。しかし実際にはフィクションやノンフィクションにおいて、多くの人が涙を流している。ここでは泣くという行為を促す制度化された物語が、空間的時間的広がりをもって共有され消費されている。
日本の卒業式において泣くという経験は、同級生集団の解体に伴って、個々人の経験を集合的記憶に包括させ、1つの共同体のメンバーとしての地位を確認する制度的・儀式的行為である。こうした経験は明治30年代以降に進んだ、尋常小学校の卒業式の「劇場作品化」という日本の感情文化の形成に大きく関係している。すなわち学校教育が浸透していくなかで、式典に「感情的陶冶」の役割が求められるようになり、喜びや悲しみを共有する「感情の共同体」を作るための仕掛けとして卒業唱歌や卒業文集などが生み出されてきた。ここに至って、卒業式で流される・こらえられる涙は「感情の共同体」の象徴となったのである。
卒業式に限らず、結婚式や追悼式などあらゆる儀式は、程度の差はあれ特定の感情と強く規範的に結びついている。ここでは参加者は感情をもっていないとしても、その規範的感情に従うか、少なくとも侵害しないことを求められる。そこでは落涙を促すための物語展開の組み立てを通じて共同化された涙が演出され、個々人がある属性（「卒業生」や「花嫁」「遺族」など）へのアイデンティティを引き受けることを期待されているのである。

### 感情的な涙の区別

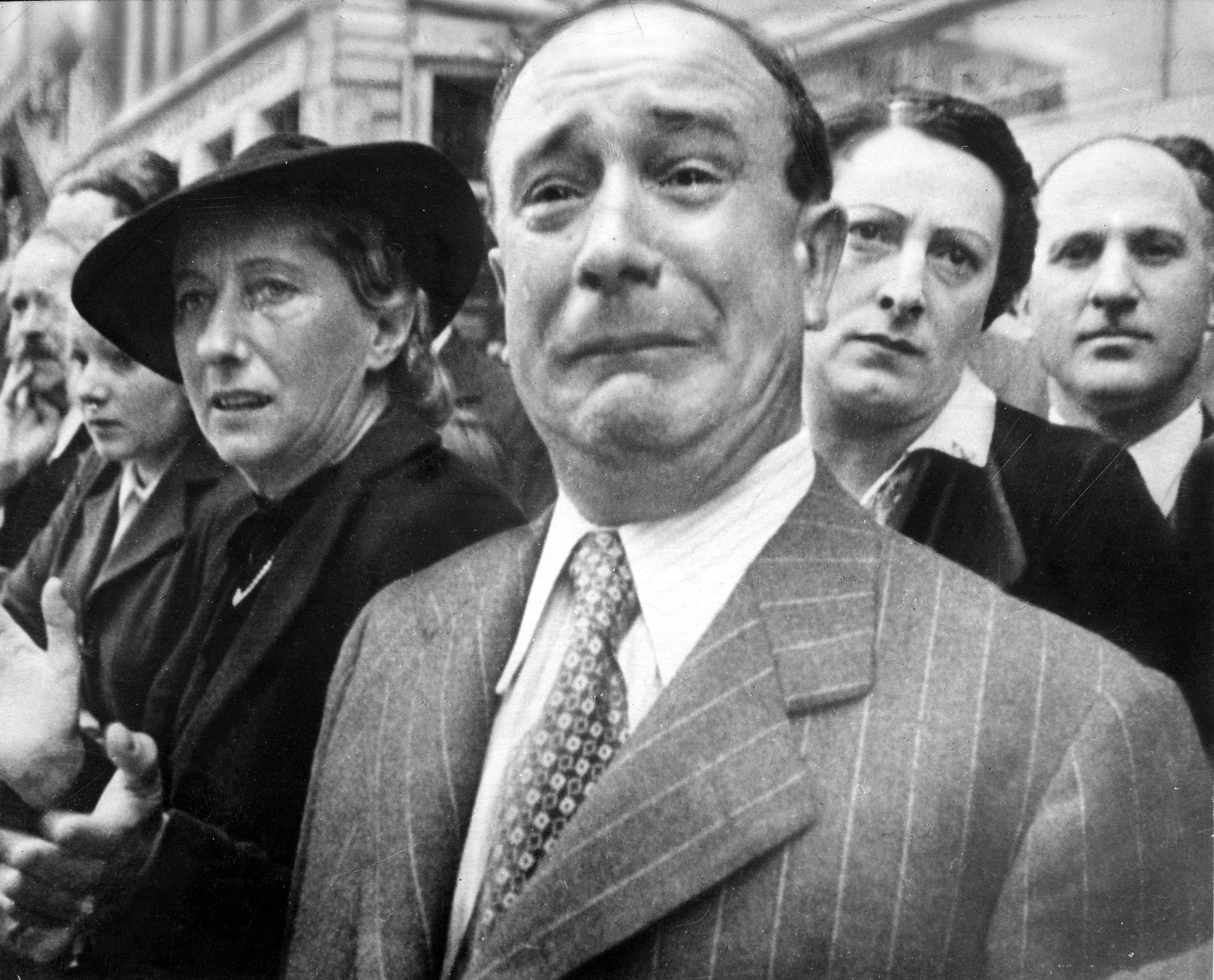
愛国的な悲しみから涙を流すフランス人男性（1941年）

ポジティブなものとネガティブなものという相異なる2種類の泣き方を区別する試みは数多く行われてきた。経験される感情の検証と両タイプの対称性を把握するために、3つの次元に観点が分けられている。
空間的観点からは、悲しみの涙は「そこ」に働きかけるものとして説明される。例えば家庭や死んだばかりの人のもとにいる場合である。対して楽しいときの泣き方は、「ここ」にいることを認知する行為である。この場合は例えば知人の結婚式のように、その人の立ち位置についての強い自覚に特徴づけられる。
時間的観点は泣くことをやや異なる見方で説明する。この観点では、悲嘆にくれる泣き方は、後悔をもって過去を見る視点か、恐怖を伴った未来への視点に起因するものである。ここでは泣くことを、誰か・何かを失うことや、もっと長くその人・ものと時間を過ごすべきだったという後悔の結果として、あるいは来るべき出来事に対する緊張の結果として描き出している。喜びの結果としての涙は、あたかも永遠であるかのような瞬間に対する反応であり、人は幸福な、不滅の現在の中に固定されている。
3つ目の次元は公私の視点と呼ばれるものである。この観点は2種類の泣き方を、私的に知られている自己自身の機微、あるいはその人の公的なアイデンティティを示唆する方法として描き出す。例えば喪失による涙は、内なる苦しみに対処するための助けを求める外界へのメッセージである。あるいはアルトゥル・ショーペンハウアーが提起したように、悲しんで泣くことは自己憐憫や自愛の一つの手段であり、自分自身を慰める方法である。喜びに泣くことは、これと対照的に、美・栄誉・善の見返りである。

## 生理的反応

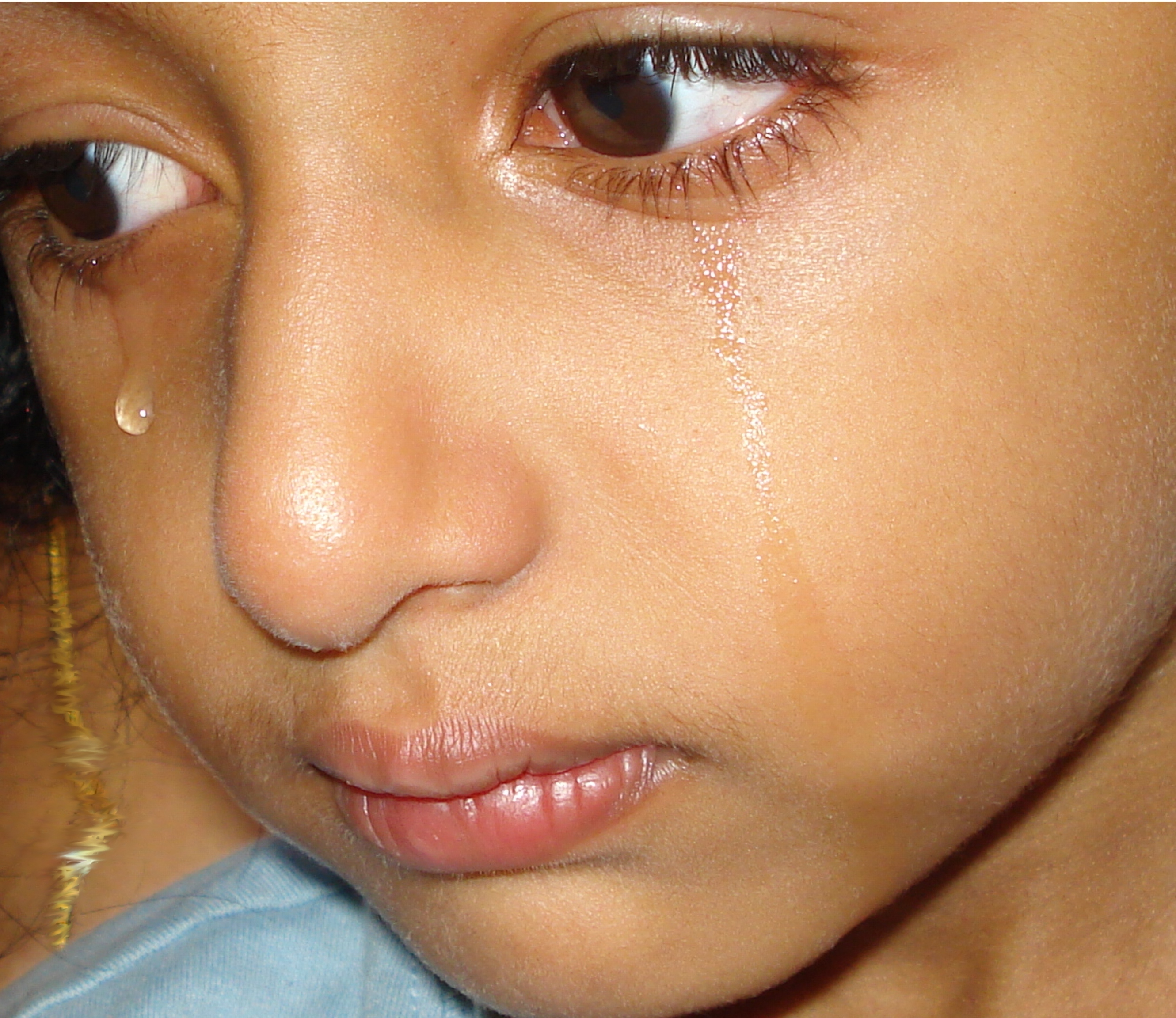
泣く子供

人が泣く環境はその人の経験によって異なるという多くの心理学者の考えに基づけば、泣くことの生物学的効果を観察することは非常に難しい。しかし、実験室内での泣くことに関する研究でも、心拍数の増加・発汗・呼吸数の低下などの身体的効果がいくつか明らかになっている。人が経験する効果の種類はかなりの程度個人差があるようだが、多くの場合、呼吸数の低下といった鎮静効果は負の効果よりも長く持続すると見られる。このことは、なぜ泣くことが役に立つこと・良いこととして記憶されるかの説明にもなりうる。

### 涙の流れる仕組み

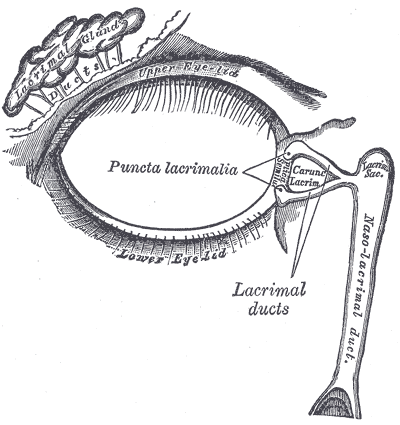
涙器の概略図

涙には基本的な涙、反射的な涙、感情の涙の3つの種類がある。 基本的な涙は毎分約1-2マイクロリットルの速度で生成され、眼の潤いを保ち、角膜の凹凸を滑らかにするために作られる。反射的な涙は、タマネギを切るときや目を突かれたときなど、目に刺激を与えた場合の反応として起こる涙である。 感情の涙は涙器系で生成され、感情の状態に従って涙が放出される。
涙腺（鼻涙管）と脳の感情に関わる領域とはニューロンで結合されている。ユダヤ人に多くみられる遺伝性の神経疾患である家族性自律神経失調症は、特徴的な症状として感情的な涙が生成されないことが挙げられる。
涙器系は、涙を生成する分泌系と、涙を排出する排泄系とで構成されている。涙腺は主として、感情的または反射的な涙を生成する役割を果たす。涙がつくられると、一部は瞬きの間に蒸発し、残りは涙点を通って排出される。 涙点を通って流出した涙液は、最終的には鼻から排出される。 涙点に入らなかった余分な涙液はまぶたの上に落ち、泣くことで涙として流れ落ちる。
感情的要因から泣くときに分泌される涙は、他の種類の涙とは化学的組成を異にする。この涙には、プロラクチン・副腎皮質刺激ホルモン・ロイシン-エンケファリン、さらにカリウムとマグネシウム成分がはるかに多量に含まれている。

### 身体的反応
泣くことの最も一般的な副作用として、泣きを伴わない場合には咽喉頭異常感症として知られる、のどの腫れるような感覚がある。咽喉頭異常感は多くの要因から起こりうるが、泣いている際に感じるものは、交感神経系のストレスに対する反応である。動物がある種の危機にさらされたとき、交感神経系が動物に戦うか逃げるかを可能にするプロセスを始動させる。消化などの不要な身体機能を停止し、必要な筋肉への血流と酸素量を増加させるなどである。人が悲しみなどの感情を経験したときも、交感神経系はこのような形で働く。交感神経系によって高められる機能の1つに呼吸があり、空気の流れを増やすために声門が拡張される。この交感神経の反応が起こると、副交感神経系は、高ストレスの活動を抑制し消化器を動かすなどの回復プロセスを促進してただちにこの反応を止めようとする。消化には嚥下も関わっており、食物が喉頭に入るのを防ぐために完全に拡張した声門を閉じる必要がある。一方で声門は、人が泣いている間ずっと開こうとする。この声門の開閉をめぐるせめぎ合いが、喉が腫れるような感覚を作り出している。
泣いているときの他の副作用としては一般に、唇の震えや鼻水、不安定で激しい声などが挙げられる。

### 頻度
泣く頻度とその1回あたりの長さについては、年齢・性別・文化による差がある。ドイツ眼科学会によれば、泣くことに関するさまざまな科学的研究をまとめた結果、平均的な女性は年に30-64回、平均的な男性は年に6-17回泣くことが分かった。また、男性は2-4分間、女性は約6分間泣き続ける傾向にある。女性では65％の例ですすり泣きへの移行が起こるが、男性では6％しか起こらない。ただし思春期までは、性差はほとんど見られない。
メキシコでの乳児を対象とする研究の場合、1日に泣く回数と平均の長さは生後第1週の35回・3.8分が最大で、その後は漸減する。また、思春期の男女に関しては、年を追うごとに性差が大きくなり、その要因は女子における共感性の発達によるものと結論付けられている。
ベヒトとヴィンガーホートによる2002年の研究は、泣く頻度に関する国ごとの差異を調査している。世界平均で男性が月に1回、女性が2.7回泣いているのに対し、例えばアメリカ合衆国では男性が1.9回、女性は3.5回泣いている。また、いずれの国でも女性のほうが泣く頻度が多かったが、オランダでは男女の間に2.5回もの性差があるのに対し、ネパールでは性差はわずか0.1回であった。
2011年にオランダで行われた37か国での調査に基づく文化比較研究では、泣きやすさやその性差と、国民性・経済的条件・表現の自由などとの関連性が検証された。結果、経済的条件による苦痛よりも表現の自由と国民性に依拠していることが指摘された。泣く頻度の性差については、裕福かつ民主主義的・個人主義的な国において大きくなった。

## 小児科学における泣き

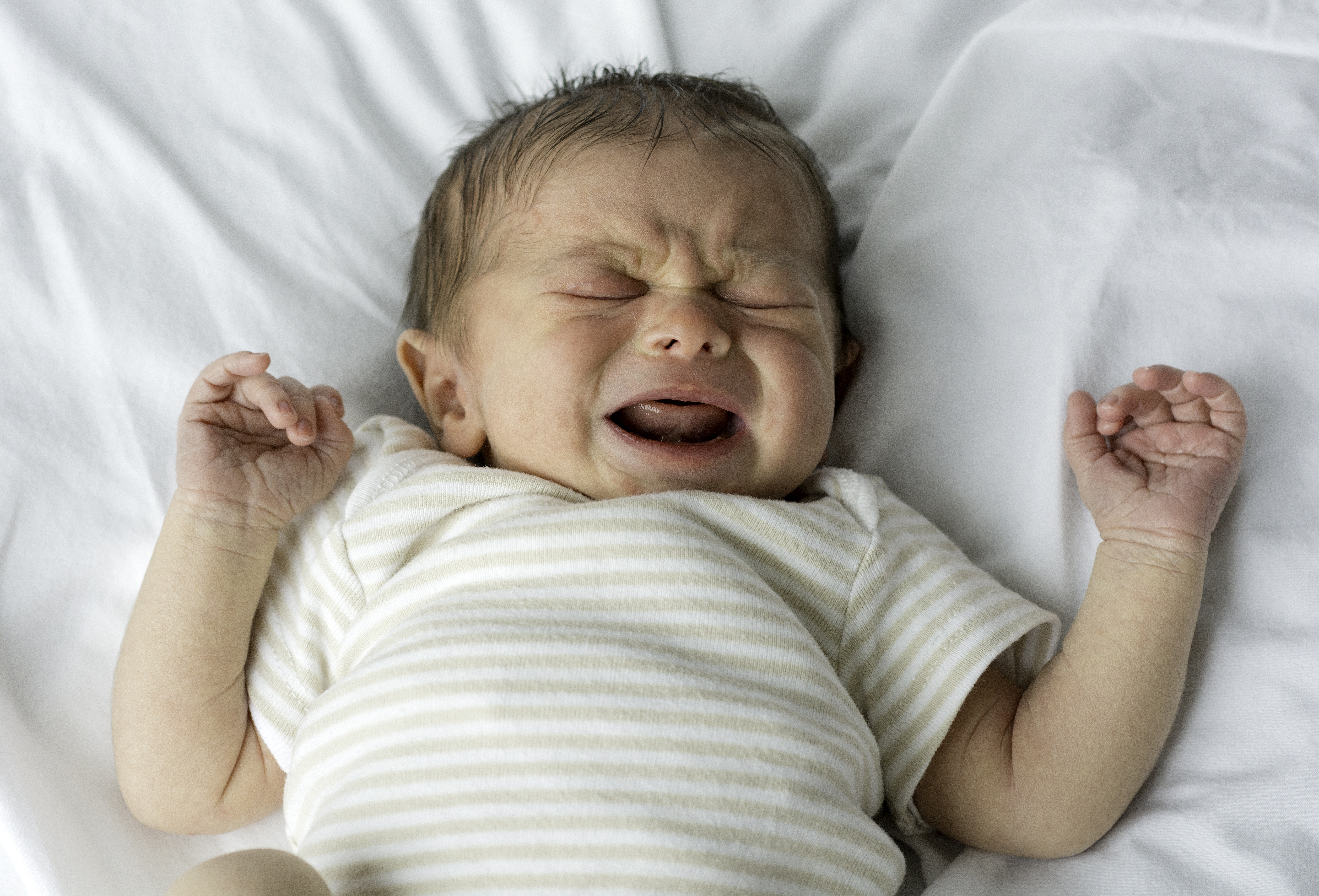
泣いている新生児

声を上げて泣くこと（啼泣）は乳児の唯一のコミュニケーション手段である。ほとんどの啼泣は、空腹、不快感（濡れたおむつによるものなど）、恐怖や親からの分離に反応したものである。そのような啼泣は正常なもので、一般的には、授乳や飲食、げっぷ、おむつ交換、抱っこなど要求が満たされると止まる。生後3カ月を過ぎると、このような啼泣は頻度・時間ともに少なくなる。養育者が要求を満たしてもなお泣き続けたり、長時間にわたって泣き続ける場合を過度の啼泣といい、医学的診断の対象となる。

### 泣き声
乳児は単一の声しか発していないわけではなく、その形態には3つの種類が認められる。1つ目は基本的な泣き方で、泣く・泣き止むのパターンを伴う規則的な泣き方である。ここではまず短めの間隔をあけて泣き始め、次に吸気によって短い高音の笛音を鳴らす。その後、短い休止を挟んで次の泣き方に移る。空腹がこの泣き方を起こす代表的な刺激である。
怒り泣きは基本的な泣き方によく似ているが、さらに余分な空気が発声時に押し出されることで、大声で突発的な泣き声となる。この泣き方は、基本の泣き方と同じ時系列に特徴付けられるが、様々な位相成分の長さの違いによって区別される。
3つ目の泣き方は痛み泣きで、他の2パターンとは異なり、前兆となる静かな泣き声を伴わない。痛み泣きでは大声で泣いた後にしばらく息が止まる。ほとんどの成人は、乳児の怒り泣きと痛み泣きを弁別することができる。
親はたいてい自分の子供の泣き声と他の子供の泣き声の聞き分けにも長けている。2009年の研究で、赤ん坊は両親の声の抑揚をまねていることが明らかになった。

### 泣く要因
T・ベリー・ブラゼルトンは、過度の刺激が乳児の啼泣を導く要因であり、積極的に泣くことには、過度の刺激を排出し、赤ん坊の神経系が恒常性を回復するのを助けるという目的があると指摘した。カルロ・ベリーニは赤ん坊の泣き声の特徴と痛みの程度に相関があることを発見したが、泣く要因とその声の特徴の間には何ら直接的関係は見いだせなかった。
赤ん坊が明確な原因や潜在的な医学的問題がないにもかかわらず激しく泣くこともあり、特に夜や夕方に起こることが多い。これらは夜泣きや黄昏泣きと言われる。乳児の10～40％に見られ、罹患率は男女間で同等であり、授乳のタイプ・妊娠期間・社会経済的状態との相関はない。3歳児以降では、夜への恐怖（夜驚症）が夜泣きの一般的な原因となる。
シェイラ・キッチンガーは、母親の出産前のストレスレベルとその後の乳児が泣く量との間の相関、またバース・トラウマ（出産時心的外傷）と啼泣の間の相関性を見出した。産科の医療介入を経験した母親や出産中に無力感を感じさせられた母親は、他の赤ん坊よりも泣きがちな子を持つ傾向にあった。キッチンガーは、泣き声を止めるために次々と治療法を試すよりも、母親が赤ちゃんを抱き、泣くままに任せるよう勧めた。別の研究でもキッチンガーの発見を支持する結果が出ている。出生時に合併症を経験した赤ん坊は、生後3ヶ月の時点で一息に泣く時間が長く、またより頻繁に夜泣きで起きることが分かった。
アレサ・ソルターはこうした様々な知見に基づいて、乳児の啼泣についての一般的な感情解放理論を提案している。乳児が空腹や痛みなどの他の要因を排して明白な理由がなく泣いている場合、泣くことが有効なストレス解消メカニズムとなっている可能性がある、と彼女は示唆する。 彼女は、このような赤ん坊を落ち着ける手段として「腕の中で泣かせる」アプローチを推奨する。赤ちゃんをなだめ、落ち着かせるもう一つの方法は、親しみがあり居心地の良い母親の子宮の環境を疑似することである。ロバート・ハミルトンは、親が赤ん坊を5秒で落ち着け、泣き止ませることのできる技術を開発した。

### 病理的要因
病気によって過度の啼泣が起こることも5％未満の割合で見られる。啼泣を起こすそれほど深刻ではない原因としては、胃食道逆流症、手指やつま先への毛髪のからまり（毛髪による血流圧迫）、眼の表面の傷（角膜上皮剥離）、裂肛、中耳の感染症などがある。重篤な原因としては、腸閉塞、心不全、髄膜炎、頭蓋内出血を起こす頭部のけがなどが挙げられる。重い病気の場合にはもっぱら嘔吐や発熱など他の症状が伴うため、親はたいてい何か深刻な問題があることに気付くが、過度の啼泣が最初の徴候になることもある。以下のような症状は、啼泣の原因が病気であることを示すものである。
- 呼吸困難
- 頭部や体の他の部位の皮下出血や腫れ
- 体の一部の異常な動きやピクピクしたひきつり
- 極度の易刺激性（いつもの世話や動きでも啼泣や苦痛を引き起こす）
- 持続的な啼泣、特に発熱を伴う場合
- 生後8週未満の乳児の発熱

## 泣くことと文化

葬式で泣く女性たち

### 宗教儀礼と泣くこと
多くの社会において泣くことはしばしば、人間的弱さ、情緒不安定、苦痛、ごまかし、死別などと結び付けて理解される傾向があり、したがって女性的なもの、ないしは子供っぽいものと理解されてきた。こうした理解は、泣く人と泣かれる対象の間の権力関係に結びつくこともある。葬礼において多くの人々から泣かれることは名誉であるとされ、世界各地には儀礼において泣くことを専門とする職業も数多く記録がある。
韓国をはじめとする東アジアでは泣き女という職業が知られている。泣き女は、葬式でその人が亡くなったことを嘆く役として葬式の際に雇われる職業である。このように韓国では泣く文化が根強く定着しているとしばしば考えられているが、朝鮮の儒教社会において、男性の泣きや笑い、怒りといった感情の発露は慎むべきものとされていた。泣き女のような風習が商売として成立したのも、こうしたジェンダー的規範による代哭が行われていたからである。北朝鮮では、時間制で金正日氏がなくなったことを嘆く時間が設けられていたことも有名だ。
台湾総督府に勤めた鈴木清一郎は、台湾での葬送儀礼について記述している。台湾では、人の死前には決して泣かず、死後競って泣き出す慣習がある。泣く際には惜別の辞が添えられることが普通であり、この辞は泣喃（ハウラム）と呼ばれている。ここでは男性も泣くことを拒まれないが、女性が泣くものという印象が強い。これには以下のような伝説が知られている。周王朝の末期、斉の国王に仕えた范𣏌梁が魯に攻め入って戦死した際、斉国王が激怒して魯を攻撃すると、魯は謝罪して貢物とともにその亡骸を返した。范𣏌梁の遺体が妻・孟姜の元に届けられると孟姜は号哭してそれを迎え、国王や市中の者にも感動を与えて、以後人の死に際しては、号哭することが習慣となったのである。

中東のイスラム圏でも葬礼や結婚式、割礼式において泣き女の習俗が残っているが、これは古くイシス信仰に起源をさかのぼるとされる。また、旧約聖書のエレミヤ書には以下のような記述がある。
万軍の主はこう言われる、「よく考えて、泣き女を呼べ。また人をつかわして巧みな女を招け。彼らに急いでこさせ、われわれのために泣き悲しませて、われわれの目に涙をこぼさせ、まぶたから水をあふれさせよ。シオンから悲しみの声が聞える。それは言う、『ああ、われわれは滅ぼされ、いたく、はずかしめられている。われわれはその地を去り、彼らがわれわれのすみかをこわしたからだ』」。――s:エレミヤ書(口語訳)#9:17
十二イマーム派（ムハンマド以後の12人のイマームを信奉するシーア派イスラム教徒）では、泣くことを殉教した指導者たちに対する重要な責務であるとみなしている。イマームの1人であるフサインを真に愛する者ならば、彼が味わった苦しみや迫害を感じることができる、彼の刻苦の大きさゆえに信徒は涙と悲しみに襲われると彼らは信じている。信ぜられるものの痛みはそのまま信ずるものの痛みであり、フサインのために泣くことは真に愛することの印ないし表現である。イマームたちはとりわけフサインのために泣くことを推奨し、この行為の報いについて語ってきた。
正教会とカトリック教会では、涙は真の悔悛のしるしであり、多くの場合望ましいこととみなされている。真の悔悛の涙は、悔い改める者の洗礼を想起させるという点で、神聖なもの、罪を赦すのに役立つものと考えられている。
一方、葬礼において泣くことを良しとしない文化もある。例えば生と死を截然と区別するマダガスカルのヴェズの社会では、生者との愛着を断って祖霊の災厄を防ぐために、葬儀における親族の涙を断ち切る工夫が行われている。

### 日本の泣き習俗
柳田国男は、「なく」ことは元来「鳴く」の字を当てるように声を上げる意味で用いられたものが、「泣く」などの字を当てるようになったことで涙と結びつくようになったとする。 また「かなしい」という言葉も本来は感動の最も切なる場合を表す言葉であって、悲哀の情と結びついたのは学問的影響であると述べる。『古事記』や『日本書紀』では「なく」の語に「哭・啼・鳴・泣」などの字を当てていて、声に焦点を当てるか、涙に焦点を当てるかで用字は異なってくる。平安朝の文学『伊勢物語』『紫式部日記』『讃岐典侍日記』などにおいては、「泣く」と「涙」に明確な使い分けがあり、声を立てて泣いた場面では「泣く」が用いられている。
国産み神話においてイザナギの涙から生まれたとするナキサワメ（泣沢女神・哭沢女神・啼沢女神）は、水神としての性格を持っている。日本書紀には、鳥たちが天稚彦の喪屋において葬送儀礼をおこなう場面で「哭者（なきめ）」が登場する。古代儀礼において死者を弔い哭く役（つまり泣き女）の女神としてナキサワメが存在した可能性もある。1940年代に柳田の報告するところでは、葬礼における泣き女の風習は既に見聞しえないが、葬儀の日には誰でも泣くべきものという慣習は、つい最近まで存在したという。
一方で柳田の言う、神や霊を送る際の演技的な泣き（ラメンテーション、英: lamentation）に関する祭りは、近代にも多く伝わっている。例えば神奈川県の馬入川流域では子どもたちによる「泣き祭」の記録があり、三月の節供の流し雛の際には悲しくなくても泣かねばならないという記録がある。菅江真澄は、津軽三厩における盆の十五日の魂迎えの儀式で子供たちが泣きあう様子や、奥州平泉の花立山で、藤原基衡の妻の命日である4月20日に行われていた「哭祭」について記録している。 

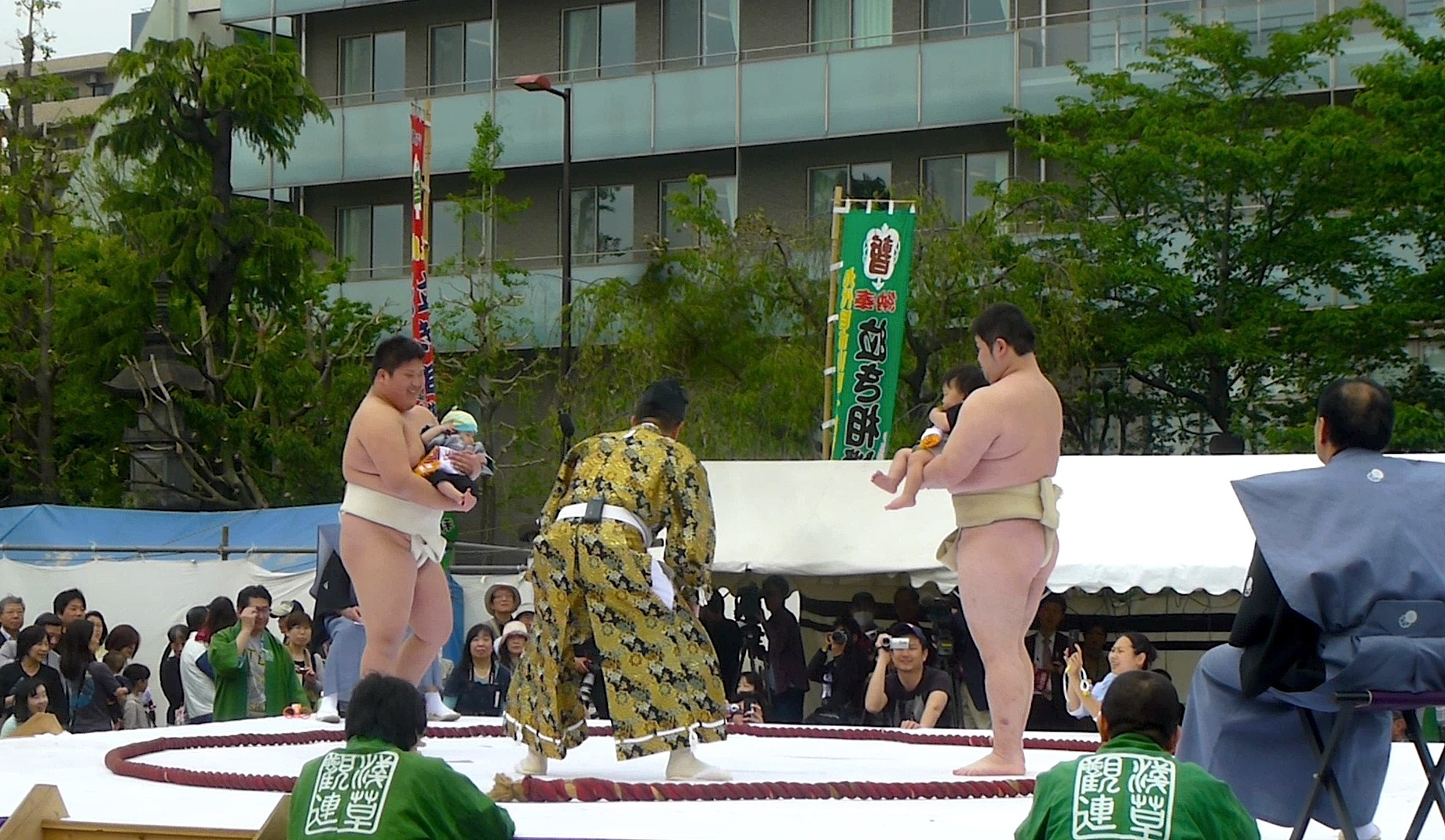
浅草寺の泣き相撲

赤ん坊が泣きだすまでの早さを競ったり、泣く様子を見守る「泣き相撲」なる行事は、東京の浅草寺をはじめとして、長崎県平戸市の最教寺、栃木県鹿沼市の生子神社、熊本県上天草市の下桶川不動神社などに伝わっている。相撲という形を取らないまでも、この種の行事は宮参りの習俗の中に一般的にみられたものであった。ここでは氏神様に赤ん坊の存在を知らせるために神前でわざと泣かせるような行為が行われていた。すなわち、赤ん坊にとって「泣く」という行為が存在を主張する最大の手段と考えられていたと言える。

### 泣くことにまつわる文化表象
悲しみの涙は、古今東西を通じてしばしば雨や海・川・湖の水などになぞらえられている。ヨーロッパでは古くは1世紀のオウディティウスの『変身物語』にその例を見ることができるし、『不思議の国のアリス』には「涙の池」と題する一章がある。日本では悲しみに暮れるさまは「枕も浮く」ばかりの涙、『吾妻鏡』の曽我十郎・五郎兄弟の敵討ちのエピソードにちなむ「虎が雨」という表現が、初夏の雨の別名として江戸時代に定着している。

#### ヨーロッパ世界

今日の涙滴文の起源となった、アーサー王物語に登場する騎士ブランの紋章

キリスト教社会において泣くことは、悲しみの表現を超えて、イエスの受難への憐れみ、ひいては神への熱い献身の証であった。すなわちキリスト教は、涙を流す行為に魂の救済としての意味を持たせ、また悔恨の涙に浄化の機能をも持たせたのである。中世ヨーロッパ社会には悲恋の抒情詩が多くつづられているが、それは恋人の心を得られない悲しみの感情表現というよりも、いかに恋人を愛しているかの証としての意味を持っていた。恋の炎にあおられて涙を流し、涙を流せば流すほど愛がつのるという標語は、やがて蒸留器というエンブレムに結実した。愛は障害があればこそより一層強くなるという恋愛観はフランス文学の伝統である。
中世～近世ヨーロッパでは、言葉の修辞に対応して、雲と雨粒、じょうろ、眼そのもの、さらに三色すみれ（今日のパンジーの原種）やオダマキなどの花々が恋や悲しみの表象として用いられていた。鳥では喜びをうたうナイチンゲールに対比して、悲しみの声はフクロウの鳴き声に象徴された。色で言えば、悲しみの表象は黒色または黄褐色であった。
今日の涙の表象として最も一般的な涙滴文（るいてきもん）が現れたのも、同時代の文学史上においてである。『アーサー王物語』に登場する、「歓び知らず」の異名を持つ騎士・ブランの紋章として用いられたのが涙滴文の起源であり、中世末期になると、現実世界においても標章（ドゥヴィーズ）に涙滴文を用いる者が現れた。これは、アーサー王物語が貴族男子の作法書、すなわち騎士道の規範としての意味を持っていたからである。これがブルゴーニュ家やアンジュー家などで頻繁に催された宮廷の武芸試合において演じられることで、涙滴文は心情表現としての地位を獲得するに至った。
涙滴文は中世末期における悲恋の抒情詩の流行とも呼応し、16世紀以降の文芸にさらなる展開を果たした。涙のレトリックで名高い詩人ペトラルカの抒情詩が近世に見直され、ペトラルキスムの風潮がヨーロッパに広がるにつれ、恋の涙は標章から紋章（エンブレム）へと表現の場を移し、上記のような複雑なモチーフの展開を遂げていった。
涙滴文はのちに死と結びつき、物故者への哀悼の表明として近代社会まで生き残った。例えば18世紀末の革命期に牢獄として用いられたパリのコンシェルジュリーと呼ばれる部屋には、ここで2ヶ月を過ごしたマリー・アントワネットの記念碑が置かれ、その背後には、黒い壁面に白く象られたしずくを見ることができる。パリでベルを鳴らしながら物故者の葬儀の予定を伝えた死亡通告人のユニフォームにも涙滴文が描かれていた。